# Benjamin Henno
Benjamin Henno (ur. 3 września 1997 w Montreuil) – francuski siatkarz, grający na pozycji przyjmującego.
Pochodzi z rodziny siatkarskiej, bo jego dziadek Henry też był siatkarzem. Zdobywał sukcesy na arenie międzynarodowej. Również ojciec Oliver, który został mistrzem Francji w 1993 roku z klubem PSG Asnières. Natomiast wujkiem Benjamina jest Hubert Henno, wielokrotny reprezentant Francji.

## Sukcesy klubowe
Mistrzostwo Francji:
- 2016, 2018